# پزشک (فیلم ۱۹۷۹)
پزشک (فرانسوی: Le Toubib‎) که در ایران با نام تنگنا به نمایش درآمد، یک فیلم درام در سبک جنگی و رمانتیک است که در سال ۱۹۷۹ منتشر شد. از بازیگران آن می‌توان به آلن دلون و میشل اوکلر اشاره کرد.

## خلاصهٔ داستان
در جریان یک جنگ نامعلوم در آینده (جنگ جهانی سوم)، نیروهای ارتش فرانسه در نبرد با یکی از کشورهای خاور دور هستند. در پشت جبهه، یک جراح جوان به نام «ژان ماری دِپری» (با بازی آلن دلون) حضور دارد که با وجود تنفر از جنگ، در حالِ خدمت و کمک‌رسانی به مجروحین و مصدومان است. در این میان، او به پرستاری به نام «هارمونی» (با بازی ورونیک ژانو) دل می‌بندد که مبتلا به یک بیماری تنفسی کشنده است. از اینجا به بعد، بازیِ سرنوشت، وقایع را طور دیگری رقم می‌زند...